# 佐倉市立染井野小学校
佐倉市立染井野小学校（さくらしりつ そめいのしょうがっこう）は、千葉県佐倉市染井野1丁目にある公立小学校。

## 概要
染井野地区の住宅地開発をうけて、1999年（平成11年）4月1日に千代田小学校から分離して開校した。校舎内において教室と廊下を仕切る壁がないのが特徴であり、廊下は独特な広いつくりとなっている。各学年2つの学級で構成されることが多いが、児童数は減少傾向にある。学区地域での通称は「染小」（そめしょう）。

## 学校行事
- 4月 - 入学式
- 6月 - 校外学習
- 10月 - 運動会、修学旅行
- 3月 - 卒業式、離任式

## 通学区域
- 千葉県佐倉市
  - 生谷の一部[2]
  - 飯重
  - 染井野1丁目から5丁目

## 進学先中学校
- 佐倉市立臼井南中学校

## 交通
- 京成本線臼井駅より約2.1km
- 京成バス千葉イースト染井野循環 染井野小学校バス停下車

## 関係者

### 出身者
- 重信慎之介（プロ野球選手）

### その他
- 服部公一（作曲家、校歌の作曲者[3]）